# فوتبال در ایالات فدرال میکرونزی
ورزش فوتبال در کشور ایالات فدرال میکرونزی توسط اتحادیه فوتبال ایالات فدرال میکرونزی مدیریت می‌شود.  این اتحادیه، تیم ملی فوتبال ایالات فدرال میکرونزی و لیگ فوتبال ایالات فدرال میکرونزی را مدیریت می‌کند.